# Phelsuma borbonica
Il geco diurno dell'isola di Riunione (Phelsuma borbonica) è una specie di geco . È diurno e vive nel nord della Riunione. Di solito abita sui banani e si nutre di insetti e nettare.

## Descrizione
Questa lucertola appartiene ai gechi diurni di taglia media. Può raggiungere una lunghezza massima di circa 16 cm. Il colore può variare, a seconda della popolazione di appartenenza. Il colore del corpo è verde bluastro o verde scuro. La testa ha un colore giallastro, finemente screziato di marrone. Sul dorso e sulla coda sono presenti puntini di colore brunastro o rosso mattone che formano una rete di barre reticolate. Le macchie rosse sulla testa e sul collo sono più piccole e più dense di quelle sulla schiena. La superficie ventrale è giallastra con marmorizzazione marrone.

## Distribuzione
Questa specie abita solo la parte settentrionale della Riunione . È stato trovato a; Les Hauts du Brûlé, Les Hauts Mensiol, Morne de Patates à Durand, vicino a Bois de Nèfles, Belle-Vue, La Bretagne, Beaumont les Hauts, vicino a St.Marie e Les Hauts de la Perrière vicino a St. Suzanne.

## Dieta
Questi gechi si nutrono di insetti e altri invertebrati. A loro piace anche leccare frutti morbidi e dolci, polline e nettare.

## Cura e mantenimento in cattività
Questi animali dovrebbero essere alloggiati in coppia e necessitano di un grande terrario ben piantumato. La temperatura dovrebbe essere tra 25 e 28 °C. L'umidità deve essere mantenuta tra 75 e 100. In cattività, questi animali possono essere nutriti con grilli, tarme della cera, moscerini della frutta, vermi della farina e mosche domestiche.